# Rachel Getting Married
Rachel Getting Married, är en amerikansk dramafilm från 2008 i regi av Jonathan Demme med Anne Hathaway i huvudrollen. Hathaway nominerades till såväl en Oscar som en Golden Globe i kategorin Bästa kvinnliga huvudroll för sin rollprestation i filmen. 
Filmen handlar om Kym (Hathaway) som återvänder till sitt barndomshem efter att ha tillbringat 10 år på behandlingshem. Hon återvänder för att närvara vid sin syster Rachels (Rosemarie DeWitt) bröllop. Helgen blir fylld av konflikter och uppgörelser som krävs för att familjen ska kunna gå vidare efter en tragisk händelse som inträffade några år tidigare.

## Rollista
- Anne Hathaway – Kym
- Rosemarie DeWitt – Rachel
- Bill Irwin – Paul
- Debra Winger – Abby
- Tunde Adebimpe – Sidney
- Mather Zickel – Kieran
- Anna Deavere Smith – Carol
- Anisa George – Emma
- Roger Corman – Bröllopsgäst (cameo)
- Sebastian Stan – Walter